# Pierre Massey
Pour les articles homonymes, voir Massey.
Pierre Vast Vite Massey est un homme politique français né le 8 février 1783 à Amiens (Somme) et décédé le 15 septembre 1860 à Amiens.
Il est négociant et adjoint au maire d'Amiens.
Il est député de la Somme de 1830 à 1837 et de 1842 à 1846, il siège dans la majorité soutenant les ministères de la Monarchie de Juillet.

## Famille
Il est le fils de Pierre François Massey (1754 Amiens - 1819 id) député de la Somme à l'Assemblée Législative et de Marie Françoise Angélique Anselin.
Sa petite-fille, Octavie Félicité Henriot, née vers 1838, épouse Joseph Louis Eugène Ferrand (1827-1903), préfet de l'Aisne maintenu par Gambetta.